# Simak Büchel
Simak Büchel (* 19. September 1977 in Bonn) ist deutscher Schriftsteller und Kinderbuch-Autor.

## Leben
Nach seinem am Gymnasium Hennef abgelegten Abitur studierte Simak Büchel in Bonn, Oldenburg und Bremen Biologie, Germanistik und Philosophie. Seine wissenschaftliche Arbeit rankt sich um den Versuch, Geistes- und Naturwissenschaft zu verbinden und so einen Ort zu schaffen, an dem diese beiden großen Ansätze eines umfassenden Weltverständnisses sich vereinen.
Büchels literarische Arbeit wurde stark geprägt durch seine Reisen und Workcampleitungen. Diese führten ihn unter anderem nach Réunion, Skandinavien, in die USA und nach Ostafrika. Als Ergebnis seiner Auseinandersetzung mit den gesellschaftlichen und ökologischen Lebenswirklichkeiten in Ostafrika rief er sein Schulprojekt Oropois Land ins Leben, das auf sein Kinderbuch Oropoi oder Wie die Paviane zu ihren roten Hintern kamen (erschienen 2001) zurückgeht. Ziel des Projektes ist, bei Schulkindern ein differenzierteres Verständnis für die Zustände in Afrika zu schaffen und die Toleranz gegenüber anderen Kulturen anzuregen. Außerdem soll Freude am Lesen und die Begeisterung für Geschichten geweckt werden.
Oropois Land wurde in die Empfehlungslisten des Interkulturellen Rats, der Stiftung Lesen und der Arbeitsgemeinschaft Jugendliteratur und Medien  der GEW aufgenommen. Auch in Fernsehen und Radio wurde das Buch vorgestellt, zuletzt in der Reihe Felix und die wilden Tiere des WDR-Fernsehens sowie als Hörspielfassung im Märchenmarathon des Radiosenders WDR 5.
Büchels Jugendbuch Meister Perlboot erschien im Jahre 2005. Die in einer fiktiven mediterranen Landschaft angesiedelte Handlung rankt sich um einen Fischer, dem Perlen aus dem Bauchnabel kullern, sobald er lacht – und von den Verwicklungen, die sich ergeben, als Gangster auf dieses finanziell vielversprechende Phänomen aufmerksam werden.
Büchels aktuelles Werk Bogumils Boten & Ein geheimnisvolles Päckchen erschien 2010. Es ist als Auftakt zu einer Tetralogie gedacht, die sich um den jungen Tammo Fistel, seine Schwester Dodo und beider Mutter Feodora rankt: Im ersten Buch müssen sie im Auftrag des (stets anonym auftretenden) Bogumil ein Paket von Deutschland nach Schweden transportieren.
Zusätzlich zu seinen Kinder- und Jugendbüchern veröffentlichte Büchel die philosophische Erzählung Balance (erschienen 2001 unter dem Pseudonym Daniel Schneider) sowie den Roman Eloe & Ellenai (erschienen 2003). Balance beschreibt die schwierige Suche eines Menschen nach seinem wahren Charakter und der wahren Art zu leben; Eloe & Ellenai ist die dramatische Geschichte einer Beziehung zwischen zwei emotional zutiefst heimatlosen Menschen, die schließlich in einer Katastrophe endet. 
Im Jahr 2000 errang Simak Büchel einen damals viel beachteten 9. Platz beim 15. Internationalen Jungautorenwettbewerb der Regensburger Schriftstellergruppe International. Später wurden ihm für sein literarisches Arbeiten in den Jahren 2002, 2003 und 2004 Arbeitsstipendien in der Denkmalschmiede Höfgen bei Grimma in Sachsen zuerkannt. In den Jahren 2001 bis 2003 war er Literaturbeauftragter des Kunstvereins für den Rhein-Sieg-Kreis und organisierte für den Verein die Veranstaltungsreihe "Grundwasser". In den Jahren 2008 und 2012 erhielt er Arbeitsstipendien des Landes Nordrhein-Westfalen.
Derzeit lebt Simak Büchel mit seiner Frau und seinen beiden Kindern in Ruppichteroth im Bergischen Land.

## Werkverzeichnis
- Zweistromland (Erzählungen, 2000. Zusammen mit Tim Ernst)
- Balance (Philosophische Erzählung, 2001)
- Oropoi oder Wie die Paviane zu ihren roten Hintern kamen (Kinderbuch, 2001 / 13. Aufl. 2007)
- Eloe & Ellenai (Roman, 2003)
- Oropoi (Überarbeitete Neuausgabe als Taschenbuch, mit Illustrationen des Autors, 2004 / 8. Aufl. 2011)
- Meister Perlboot (Roman, 2005 / 3. Aufl. 2011)
- Himili fürchtet die Finsternis (Roman, 2007 / 7. Aufl. 2011)
- Zaza und der Zirbelzottel (Kinderbuch, 2009)
- Bogumils Boten & Ein geheimnisvolles Päckchen (Jugendbuch, 2010 / Neuausgabe 2012 als „Im Auftrag von Bogumil: Ein rätselhaftes Päckchen“)
- Baum 532 (Kinderbuch, 2011)
- Die Geister von Melele Pamu (Kinderbuch, 2012)
- Im Auftrag von Bogumil: Das verschollene Vermächtnis (Jugendbuch, 2013)
- Im Auftrag von Bogumil: Geflügelte Schatten (Jugendbuch, 2015)

Aufnahme in Anthologien
- Prova de Fuoco (in ...mir graut vor dir, Verlag W. Benzen, 2000)
- Der Jäger (in Tränen, hg. v. Cornelia Eichner, Geest-Verlag, 2000)
- Lilith (in Die Spur des Gauklers in den blauen Mond, hg. v. Verena Blecher, Geest-Verlag, 2001)
- Athanasische Blicke (in Angsthasen, hg. v. Cornelia Eichner, Geest-Verlag, 2001)
- gedankenschlupf (in Herbst. Eine Lyrikanthologie dreier Generationen, hg. v. Karl Seemann, Geest-Verlag, 2001)
- Mein Kopf (in Ein leises Du, hg. v. Verena Blecher, Geest-Verlag, 2002)
- Ballade von der toten Tänzerin (in Erlkönig & Co. Neue deutsche Balladen, hg. v. Verena Raupach, Geest-Verlag, 2002)

Tonträger / Rundfunk
- Oropoi (Hörspiel nach Simak Büchel. Mit Eva Garg, Martin Reinke, Davide Brizzi u. a. WDR: Köln 2005)
- Lilians Rückkehr (ein Kapitel aus Eloe & Ellenai, in LiteraturLine Münster, 2004)
- Lilians Zauber (ein weiteres Kapitel aus Eloe & Ellenai, in Cognak & Biskotten, Nr. 20, 2004)

Des Weiteren hat Simak Büchel eine größere Anzahl von Beiträgen für Literaturzeitschriften wie Federwelt, Dichtungsring, KULT, Volksfest, Inklings und Kritische Ausgabe sowie für die Bonner Studentenzeitschrift AKUT verfasst. Für die in Südamerika erscheinende Aktuelle Rundschau schreibt er seit 2006 regelmäßig Buchbesprechungen.

## Auszeichnungen
- 2013 Aufenthaltsstipendium Bibliothek Waldmühle Soltau
- 2012 Arbeitsstipendium des Landes NRW
- 2008 Arbeitsstipendium des Landes NRW
- 2004 Literaturstipendium, Denkmalschmiede Höfgen
- 2003 Literaturstipendium, Denkmalschmiede Höfgen
- 2002 Literaturstipendium in den Studios International der Denkmalschmiede Höfgen, ausgelobt vom Kulturraum Leipziger Raum, dem Sächsischen Staatsministerium für Wissenschaft und Kunst und der Denkmalschmiede
- 2001 Erasmus, Jahresstipendium
- 2000 9. Platz beim Jungautorenwettbewerb der Regensburger Schriftstellergruppe International

## Pressestimmen
Virtuos bedient sich Schneider seiner scharfen, sinnesreichen Beobachtungsgabe. Was sie sammelt, kristallisiert zu verblüffenden, subtil schillernden Bildern, zum "ge-Dicht" im besten Wortsinne: Wohlbeachtete Feinheiten der Sprache korrespondieren mit einer ebenso reichen Fülle von Details der dargestellten Ereignisse und Szenerien.
(General-Anzeiger (Bonn) über Zweistromland)
Der gegenwärtigen Kunstentwicklung steht Schneider äußerst kritisch gegenüber. Die heute so beliebten "Popliteraten" vergleicht er mit Schlittschuhläufern. Sie bewegten sich vorsichtig auf dem dünnen Eis der Gesellschaft, darauf bedacht, nur nicht einzubrechen. Er selbst sei mehr ein Eistaucher, der ins kalte Wasser springt, die Welt von unten betrachtet und hinterfragt.
(General-Anzeiger Bonn zum Erscheinen von Balance)
Ein Werk, das es dem Leser nicht einfach macht, das Nachdenken erfordert und belohnt. Zugleich besticht es mit phantasiereich und scharf gezeichneten Bildern und gepflegter Sprache; das düstere Grundthema wird immer wieder aufgehellt von Passagen erfrischender Selbstironie. Der junge Hennefer ist ein Autor, der mehr Beachtung verdient und auf dessen weiteres Schaffen man gespannt sein darf.
(General-Anzeiger Bonn über Eloe & Ellenai)